# Stav věcí
Stav věcí je film německého režiséra Wima Wenderse z roku 1982. Vypráví příběh filmového štábu, který uvízl v Portugalsku poté, co došel filmový materiál a peníze. Jeho režisér se nakonec vydá do Los Angeles, aby našel nezvěstného producenta filmu. Režiséra ztvárnil Patrick Bauchau. Dále ve filmu hráli Allen Garfield, Roger Corman, Viva, John Paul Getty III. a další. Originální hudbu k filmu složil Jürgen Knieper a dále v něm byly použity písně například od kapel The Del-Byzanteens a X.
Hlavní role: Isabelle Weingarten.